# Synagogue de Naples

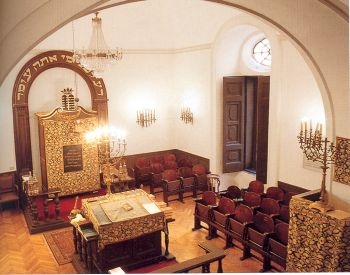
Intérieur de la synagogue de Naples.

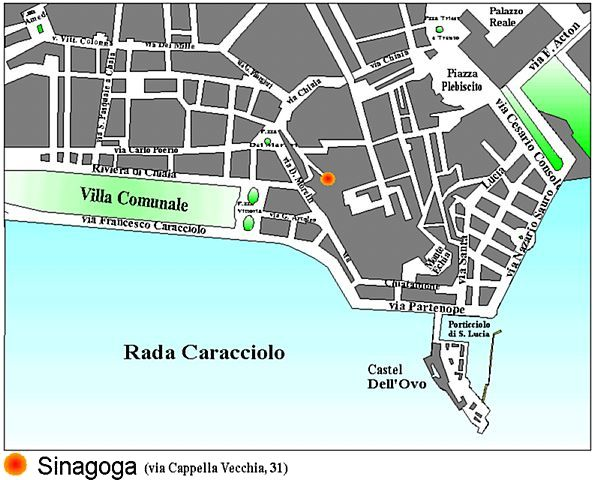
Localisation de la synagogue à Naples.

La synagogue de Naples est située dans le palais Sessa, dans le quartier de Chiaia. C'est une synagogue orthodoxe.

## Histoire
Elle a été créée en 1864 par l'intérêt d'Adolph Carl von Rothschild et de Samuele Salomone Weil ; une précédente synagogue, fondée en 1153 et située dans l'ancien quartier juif de la Giudeca di San Marcellino, a été détruite après la énième expulsion des Juifs du royaume de Naples, qui a eu lieu au XVIe siècle, par les Bourbons. Ils sont revenus à la fin des années 1800, avec l'unification de l'Italie.

## Description
L'actuelle synagogue napolitaine est constituée de deux salles rectangulaires séparées par un arc. Au sommet, on trouve le Matroneus, car les femmes ne peuvent pas s'asseoir avec les hommes. Parmi les fêtes les plus importantes, Pâques et la Pentecôte. La fête de Pâques est l’une des fêtes les plus importantes pour les Juifs, car elle rappelle qu’ils ont retrouvé leur liberté face à l’esclavage en Égypte et se sont rendus dans la Terre promise. La Pentecôte est célébrée pour commémorer les 10 commandements que Dieu a donnés à Moïse sur le mont Sinaï.
À l'entrée se trouvent deux statues de marbre: l'une commémorant Dario Ascarelli, président de la communauté qui a acheté les bâtiments de la synagogue en 1910, l'autre commémorant la déportation de Juifs napolitains pendant la Seconde Guerre mondiale.
La salle de conférence a été rouverte après la fin des travaux de restauration en 1992 avec la contribution du Ministère du patrimoine culturel. En octobre 2006, des inconnus ont tracé quatre croix gammées sur les murs de la synagogue, accompagnées de phrases faisant l'éloge de Hitler. Cette action a provoqué une forte indignation de la part de la communauté juive et des institutions qui ont condamné le geste.